# Charles Dwight Sigsbee
Pour les articles homonymes, voir Sigsbee.
Charles Dwight Sigsbee (16 janvier 1845 - 13 juillet 1923) était un contre-amiral (Rear admiral) de la marine américaine (US Navy). Au début de sa carrière, il était un océanographe et un hydrographe pionnier. On se souvient surtout de lui comme du capitaine de l'USS Maine, qui a explosé dans le port de La Havane, à Cuba, en 1898 et a déclenché les événements qui ont conduit au début de la guerre hispano-américaine.

## Début de carrière

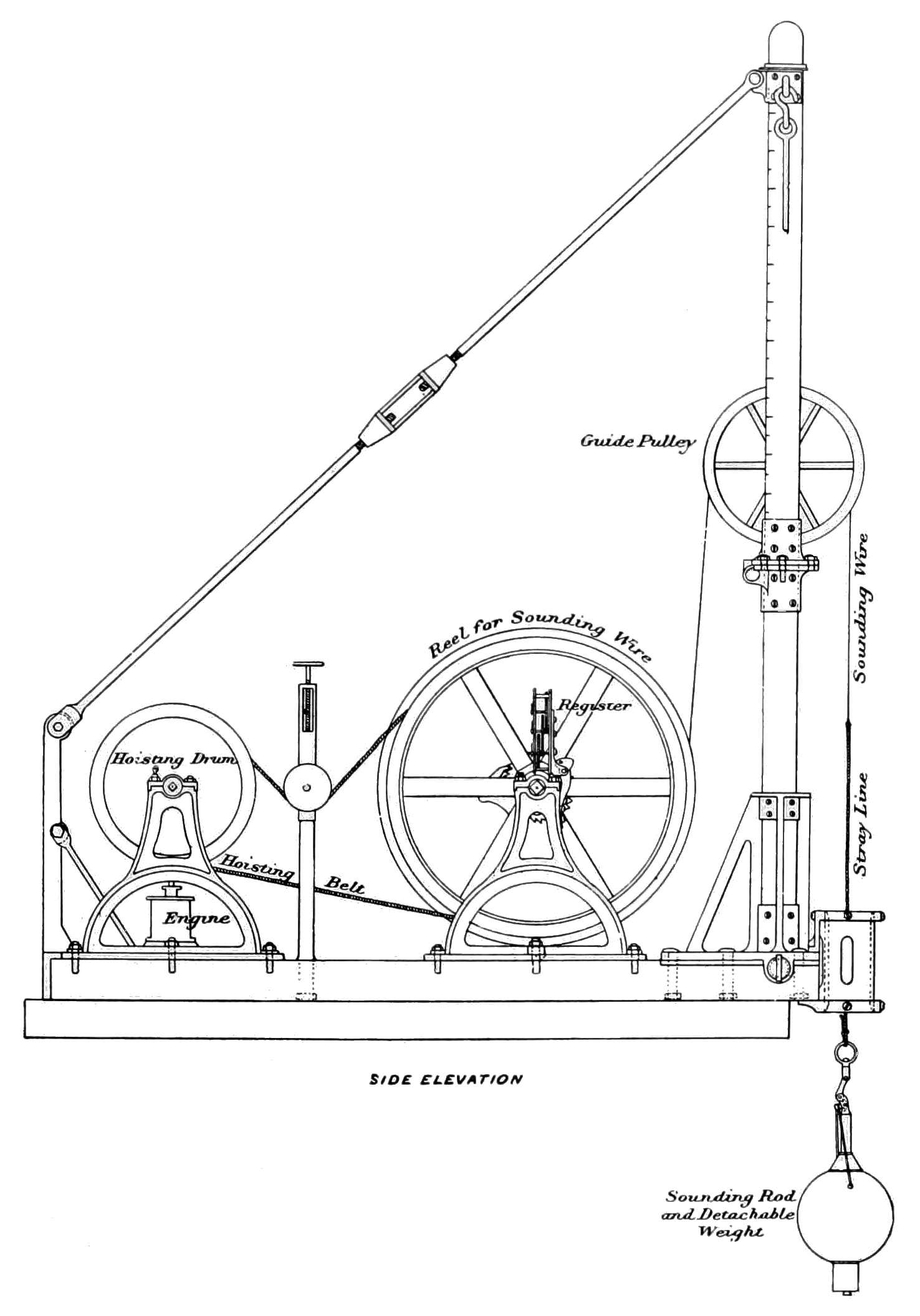
La machine à sonder de Sigsbeee

Sigsbee est né à Albany dans l'état de New York, et a fait ses études à l'Albany Academy. Il est nommé midshipman (aspirant intérimaire) le 16 juillet 1862.

## Carrière militaire
Sigsbee a participé à de nombreux engagements pendant la guerre civile américaine, principalement contre des forts et des batteries confédérés. Sigsbee a servi à bord du USS Monongahela, USS Wyoming et du USS Shenandoah de 1863 à 1869, date à laquelle il a été affecté à l'Académie navale. En 1871, il est affecté au bureau hydrographique (Hydrographic Office). Il est affecté pour la première fois au Bureau hydrographique en 1873. Il est affecté au Coast Survey en 1874 et commande le vapeur Blake du Coast Survey de 1875 à 1878. Il est retourné au Navy Hydrographic Office de 1878 à 1882 et a servi comme hydrographe au Bureau of Navigation de 1893 à 1897. Pendant son séjour à bord du Blake, il a mis au point la machine à sonder Sigsbee, qui est devenue un élément standard de l'équipement océanographique en eau profonde pendant les 50 années suivantes.
Sigsbee a servi à l'Académie navale de 1869 à 1871, de 1882 à 1885, et de 1887 à 1890. Il a siégé au conseil de contrôle de l'Institut naval des États-Unis (United States Naval Institute). Il a commandé le USS Kearsarge sur la station européenne de 1885 à 1886 et le navire-école Portsmouth de 1891 à 1892.

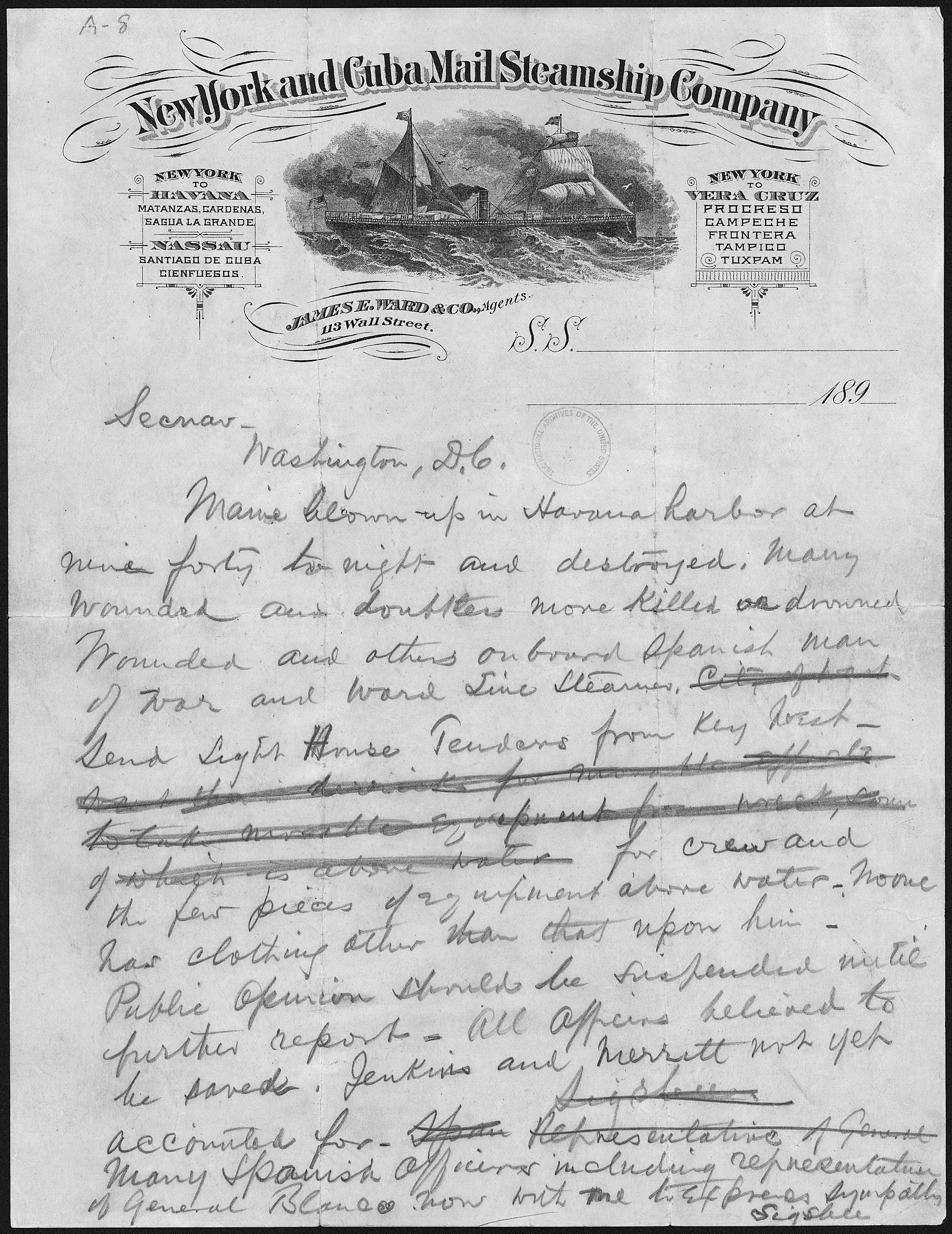
Télégramme de Sigsbee au secrétaire à la Marine John Davis Long sur la destruction de l'USS Maine.

Sigsbee a pris le commandement du croiseur blindé USS Maine en avril 1897. Après la destruction du Maine en février 1898, Sigsbee et ses officiers ont été disculpés par une cour d'enquête. Il commande ensuite le USS St. Paul en 1898 lors de la deuxième bataille de San Juan et le USS Texas jusqu'en 1900.
En février, il est nommé chef de l'Office of Naval Intelligence, succédant au commandant Richardson Clover. Il occupe ce poste jusqu'en avril 1903, date à laquelle le commandant Seaton Schroeder lui succède. Il est promu au rang de contre-amiral (rear admiral) le 10 août 1903.
Il prend le commandement de l'escadron de l'Atlantique Sud (South Atlantic Squadron) en 1904 et de la 2e division de l'escadron (North Atlantic Squadron) de l'Atlantique Nord en 1905.
Il a commandé l'USS Brooklyn comme navire-amiral le 7 juin 1905, qui a fait route vers Cherbourg, en France. Là, la dépouille du défunt John Paul Jones a été embarquée et ramenée chez lui pour être inhumée à l'Académie navale des États-Unis.

## Décès et héritage
Sigsbee prend sa retraite de la marine en 1907 et meurt à New York en 1923. Il est enterré au cimetière national d'Arlington. Son petit-fils, Charles Dwight Sigsbee III, premier lieutenant de l'armée américaine, a été enterré à ses côtés le 10 juillet 1956.
Conscient de son héritage, Sigsbee a écrit un livre relatant l'histoire du Maine et ses expériences à son bord. Le livre, intitulé The MAINE - An Account of Her Destruction in Havana Harbor, a été publié par la Century Company de New York en 1899.
Sa fille Mary Ellen Sigsbee (1877-1960) était une artiste, socialiste et féministe.
Il a plusieurs homonymes :
- Le destroyer USS Sigsbee (DD-502) porte son nom.
- Sigsbee Park, le principal quartier d'habitation des familles de militaires de la base aéronavale de Key West (Naval Air Station Key West), et l'école élémentaire Sigsbee, qui s'y trouve, ont été nommés en son honneur.
- Sigsbee Deep, la partie la plus profonde du Golfe du Mexique, a été découverte par des navires sous son commandement et a été nommée en son honneur[6].
- Le 25 mai 1898, Daniel Bevill a été nommé maître de poste d'un nouveau bureau de poste dans le comté de Shelby, dans le Missouri, mais il avait besoin d'un nom pour le bureau. Bevill avait tellement admiré Sigsbee, un officier de marine qui commandait le cuirassé Maine, qui a explosé dans le port de La Havane en 1898, qu'il a nommé le site du bureau de poste Sigsbee (documents de la Shelby County Historical Society).

## Rangs occupés
- Midshipman – 27 septembre 1859
- Passed Midshipman – 1863
- Master – 10 mai 1866
- Commodore - 4 janvier 1867

| Ensign         | Lieutenant junior grade | Lieutenant    | Lieutenant commander | Commander   | Captain      | Commodore | Rear admiral |
| O-1            | O-2                     | O-3           | O-4                  | O-5         | O-6          | O-7       | O-8          |
| -------------- | ----------------------- | ------------- | -------------------- | ----------- | ------------ | --------- | ------------ |
|                |                         |               |                      |             |              |           |              |
| 3 octobre 1863 | Jamais détenu           | 21 avril 1867 | 12 mars 1868         | 11 mai 1882 | 21 mars 1897 | Inconnu   | 10 août 1903 |

## Littératures
- « Sigsbee » [archive du 29 mars 2004], sur Dictionary of American Naval Fighting Ships, Naval Historical Center, Department of the Navy (consulté le 5 septembre 2008)
- Hamersly, Lewis Randolph, Charles D. Sigsbee, L. R. Hamersly & Company, 1898, Sixth éd. (lire en ligne)